# ژرژ جرالد تالبوت
جرالد اف. تالبوت (به انگلیسی: Gerald F. Talbot) تاجر انگلیسی بود که بیشتر به‌دلیل نقش او در انعقاد قرارداد رژی تنباکو با دولت ایران در دورهٔ سلطنت ناصرالدین‌شاه قاجار شناخته می‌شود. این قرارداد که در سال ۱۸۹۰ میلادی (۱۲۶۸ هجری خورشیدی) به امضا رسید، به یکی از جنجالی‌ترین امتیازات اقتصادی دورهٔ قاجار تبدیل شد و در نهایت به نهضت تنباکو انجامید.

## زندگینامه
اطلاعات دقیقی از سال‌های اولیه زندگی جرالد تالبوت در دسترس نیست. او از نزدیکان لرد سالیسبوری، نخست‌وزیر وقت بریتانیا بود و با حمایت دولت انگلیس و سرمایه‌داران انگلیسی، کمپانی رژی را تأسیس کرد.

## قرارداد رژی
در سال ۱۸۹۰ میلادی، ناصرالدین شاه قاجار که برای تأمین هزینه‌های دربار و سفرهای اروپایی خود با مشکلات مالی مواجه بود، امتیاز انحصاری تولید، فروش و صادرات تنباکوی ایران را به مدت ۵۰ سال به تالبوت اِعطا کرد. این قرارداد در ۲۹ اسفند ۱۲۶۸ خورشیدی (۲۰ مارس ۱۸۹۰) با میانجیگری سرهنری ولف، وزیر مختار بریتانیا در تهران، به امضا رسید.

### مفاد اصلی قرارداد
```
   انحصار کامل خرید، فروش و صادرات تنباکوی ایران به کمپانی رژی به ریاست تالبوت
```

```
   پرداخت سالانه ۱۵ هزار پوند استرلینگ به دولت ایران به علاوه یک‌چهارم سود خالص شرکت
```

```
   حق نظارت شرکت بر کشت و تجارت تنباکو در سراسر ایران
```

```
   ممنوعیت خرید و فروش تنباکو توسط تجار ایرانی بدون مجوز شرکت
```

### واکنش‌ها و لغو قرارداد
این قرارداد با مخالفت گسترده مردم، بازرگانان و روحانیون مواجه شد. اعتراضات در شهرهای اصلی ایران از جمله تبریز، شیراز، اصفهان و تهران شکل گرفت. سرانجام، میرزای شیرازی، مرجع تقلید شیعیان، با صدور فتوای تحریم تنباکو، مَصرف تنباکو را حرام اعلام کرد. این اقدام منجر به لغو قرارداد توسط ناصرالدین شاه در سال ۱۸۹۲ میلادی (۱۲۷۰ خورشیدی) شد.

## نقش تاریخی
قرارداد تالبوت و پیامدهای آن، نقطه عطفی در تاریخ ایران بود و نشان داد که قدرت مردمی و نقش روحانیت می‌تواند در مقابل سیاست‌های استعماری ایستادگی کند. این رویداد مقدمه‌ای برای انقلاب مشروطه ایران محسوب می‌شود.